# 西九条駅
西九条駅（にしくじょうえき）は、大阪府大阪市此花区西九条にある、西日本旅客鉄道（JR西日本）・阪神電気鉄道の駅である。

## 概要
JR西日本の大阪環状線と桜島線（JRゆめ咲線）、阪神電気鉄道の阪神なんば線との乗換駅で、2001年にユニバーサル・スタジオ・ジャパン(USJ)が開業してからは、同施設の最寄り駅であるユニバーサルシティ駅へ向かう列車の乗換駅となった。JRの駅は大阪環状線が所属線である。桜島線は当駅が起点であるが、一部列車が大阪環状線大阪駅方面へ直通している。阪神なんば線はかつて西大阪線と称し、当駅を終点としていたが、2009年3月20日に大阪難波駅まで延伸開業して現在の名称となった。
JR西日本の大阪環状線にはJR-O14、桜島線（JRゆめ咲線）にはJR-P14、阪神電気鉄道にはHS 45の駅番号がそれぞれ設定されている。JR西日本の駅シンボルフラワーは「チューリップ」である。JR西九条駅の事務管コードは▲61053。
JR、阪神の駅共にICOCAおよびPiTaPaの利用エリアに含まれている。またJRの駅は、アーバンネットワークエリアおよび特定都区市内制度における「大阪市内」エリアに属する。

## 歴史

### JR西日本
- 1898年（明治31年）10月1日：西成鉄道の野田駅 - 安治川口駅間に新設開業[3]。旅客・貨物の取り扱いを開始[3]。
- 1906年（明治39年）12月1日：西成鉄道が国有化され、国有鉄道の駅となる。
- 1909年（明治42年）10月12日：線路名称制定[4]。当駅は西成線の所属となる[4]。
- 1943年（昭和18年）6月1日：集貨と配達の扱いを廃止[5]。
- 1953年（昭和28年）4月1日：貨物の取り扱いを廃止[1]。
- 1955年（昭和30年）7月15日：貨物の取り扱いを再開[1]。
- 1959年（昭和34年）4月1日：貨物の取り扱いを再び廃止[1]。
- 1961年（昭和36年）4月25日：当駅から境川信号場までの新線開業により大阪環状線が全線開業。西成線は当駅を境に大阪駅方面は大阪環状線に編入され、桜島駅方面は桜島線に改称[6]。ただし、大阪環状線については、当初は当駅で乗り換えを要した。
- 1964年（昭和39年）3月22日：高架化工事が完了。同時に大阪環状線が環状運転を開始する。
- 1968年（昭和43年）10月8日：荷物扱い廃止[1]。
- 1987年（昭和62年）4月1日：国鉄分割民営化により西日本旅客鉄道（JR西日本）の駅となる。
- 1997年（平成9年）9月13日：自動改札機を設置し、供用開始[7]。
- 2001年（平成13年）3月1日：路線愛称の制定により、桜島線の当駅 - 桜島駅間で「JRゆめ咲線」の愛称を使用開始。
- 2002年（平成14年）7月20日：特急「くろしお」の一部が停車するようになる[8][9]。
- 2003年（平成15年）11月1日：ICカード「ICOCA」の利用が可能となる[10]。
- 2009年（平成21年）10月4日：大阪環状・大和路線運行管理システム導入[11]。
- 2010年（平成22年）3月13日：ダイヤ改正に伴い、特急「はるか」の停車が廃止される[12]。
- 2014年（平成26年）3月15日：大阪環状線のりば（1・4番のりば）に発車メロディを導入。曲は「アメリカン・パトロール」。
- 2018年（平成30年）3月17日：駅ナンバーが導入され、使用を開始する。
- 2023年（令和5年）3月18日：近隣に大阪駅地下ホームが開業したことにより、特急「くろしお」の停車駅から外され、21年ぶりに普通・快速列車のみの停車となる。
- 2024年（令和6年）
  - 6月28日：大阪環状線のりば（1番のりば）で改良型可動式ホーム柵の使用を開始[13]。
  - 9月28日：大阪環状線のりば（4番のりば）で改良型可動式ホーム柵の使用を開始。
  - 12月14日：JRゆめ咲線（桜島線）（2番のりば）で改良型可動式ホーム柵の使用を開始。
- 2025年（令和7年）
  - 3月6日：JRゆめ咲線（桜島線）（3番のりば）で改良型可動式ホーム柵の使用を開始。

### 阪神電気鉄道
- 1964年（昭和39年）5月21日：旧・伝法線を千鳥橋駅から延長する形で開業。開業前日に伝法線は西大阪線に改称された。
- 2009年（平成21年）3月20日：西大阪線が当駅から大阪難波駅まで延伸し、中間駅となる。同時に西大阪線は阪神なんば線に改称された。
- 2014年（平成26年）4月1日：駅番号導入[14]。

## JR西日本
当駅は管理駅長が配置された直営駅であり、管理駅として大阪環状線の福島駅・野田駅・弁天町駅の3駅と、桜島線内のすべての駅を管轄している。
島式ホーム2面3線を有する高架駅を有する。駅構内には、みどりの窓口・タッチパネル式自動券売機・自動改札機などが設置されている。改札口は南側（天王寺方面）に1か所のみとなっている。
ホームは基本的に外側の2線（1・4番のりば）を大阪環状線、両ホームに挟まれた中央の1線（2・3番のりば）を桜島線（JRゆめ咲線）および大阪駅（地下ホーム）からの通過列車が使用している。このほか、1番のりばの北側にはホームのない貨物線が2本あり、うち北側の線路を東海道本線支線（梅田貨物線）と桜島線を直通する貨物列車が、南側の線路を大阪駅（地下ホーム）へ向かう通過列車が使用している。
大阪環状線の当駅から福島駅までは、旅客線の他に単線の貨物線が並走する3線区間となっており、貨物線は同駅からそのまま東海道本線支線（梅田貨物線）として大阪駅（地下ホーム）方面へ分岐する。実際の線路の分岐は福島駅ではなく当駅であるため、当駅 - 福島駅間の貨物線も梅田貨物線に含めて扱われることもあり、特急「くろしお」「はるか」などの大阪駅（地下ホーム）を経由する列車はこの貨物線を経由する。なお、貨物線には営業キロが設定されていないため、大阪駅（地下ホーム）を経由する列車でも運賃計算では当駅 - 大阪駅間は大阪環状線を、大阪駅 - 新大阪駅間は東海道本線をそれぞれ経由したと見做して営業キロを算出する。また、大阪環状線天王寺駅 - 大阪駅間を通過する場合は経路特定区間の特例が適用されるため、同区間の営業キロは当駅経由ではなく距離の短い反対側の鶴橋駅経由で計算される。
2面3線の構造や平面交差が原因により、東海道本線（JR京都線）・大阪環状線・阪和線・関西本線（大和路線）の遅延が広がることが多い。大阪環状線の西半分は普通電車と速度差の大きい関空快速・紀州路快速・大和路快速といった快速列車や各種特急が頻繁に運転されているが、待避可能な駅は当駅のみであり、列車本数の多い時間帯には待避線を使って優等列車の通過待ちなどを行う必要があり、制約が厳しいダイヤ編成である。そこでJR西日本では、野田駅から当駅の間に渡り線や信号機などを追加し、貨物線から天王寺方面へ向かう特急列車などを中線ではなく、大阪環状線内回りホームへ直接入線して発着できるよう改良を行い、2020年に完成した。これにより、桜島線のピーク時における運転本数が最大9本から12本に増加し、混雑の緩和及び輸送力増強が図られ、また列車遅延の軽減も期待される。
当駅はこれまで特急「くろしお」の一部停車駅（2010年3月までは「はるか」も一部が停車していた）となっていたが、2023年3月のダイヤ改正により「くろしお」および「はるか」が大阪駅（地下ホーム）に乗り入れたため、当駅は停車駅から除外された。
2001年から運行管理システム導入まで日本語と英語の列車入線案内放送が流れた。同システム導入後は日英2か国語で次の列車予告放送も流れている。
大阪環状線改造プロジェクトの一環で現在、駅の全面改装工事が行われている。

### のりば
| のりば | 路線                 | 行先                   | 備考                         |
| ------ | -------------------- | ---------------------- | ---------------------------- |
| 1      | 大阪環状線（外回り） | 大阪・京橋方面         | 一部2番のりば                |
| 2・3   | JRゆめ咲線           | ユニバーサルシティ方面 | 一部4番のりば                |
| 4      | 大阪環状線（内回り） | 新今宮・天王寺方面     |                              |
| 4      | 関西空港線           | 関西空港方面           |                              |
| 4      | 阪和線               | 鳳・和歌山方面         | 各駅停車は天王寺駅で乗り換え |
| 4      | 大和路線             | 王寺・奈良方面         | 各駅停車は天王寺駅で乗り換え |

- 上表の路線名は旅客案内上の愛称で表記している。
- 中線である2・3番のりばは、1線を2つのホームで共有している。

大阪環状線と桜島線の直通列車は、両方向とも原則として2・3番のりば（中央ホーム）を使用するが、時間帯により上りは環状外回りホーム、下りは環状内回りホームから発車する列車がある。一時期、日中の上り直通列車は環状外回りホームからの発車が基本となっていたが、2011年3月12日のダイヤ改正で大阪環状線および桜島線はダイヤパターンが大幅に変更され、再び中央ホームへの停車を基本とするパターンに戻った。
2・3番のりば発着の列車については、到着後最初の数分間は2・3番のりばの両ホームの扉が開くが、その後（おおむね発車1 - 2分前くらいから）は、上り列車（大阪方面に向かう列車）は3番のりば側、下り列車（桜島方面に向かう列車）は2番のりば側の扉を閉める。なお、かつて当駅に停車していた特急列車については、新大阪方面行きが1番のりば、天王寺方面行きが3番のりばに発着していた。

### 発車メロディ
「大阪環状線改造プロジェクト」の一環として、2014年3月15日からフランク・W・ミーチャム作曲の「アメリカン・パトロール」が1・4番のりばの発車メロディとして使用されている。当駅がUSJ方面へ向かう桜島線との乗換駅であることに因んでいる。

### 配線図
| | ↑ 大阪環状線 新今宮・天王寺 方面                 |                    |
| ← ■大阪環状線 大阪・京橋 方面 ■梅田貨物線 大阪（地下ホーム）・京都 方面 ← | 西日本旅客鉄道（JR西日本） 西九条駅 鉄道配線略図 | → 桜島線 桜島 方面 |
| 凡例 出典:* 以下を参考に作成。 ** 湯川徹二、「図－2 西九条駅構内進路」、「大阪環状線 探検」、『鉄道ピクトリアル』、 電気車研究会、第59巻6号（通巻第819号）、2009年6月、43頁。 ※ 桜島線△は非常時の双単線運用での入線可能方向。 ※※ このは2020年以前の配線図で、2020年に梅田貨物線から大阪環状線内回りホームへ直接入線出来るよう二つの渡り線が追加された。同時に2番線(南側の貨物線)から安治川口駅方面への渡り線が撤去された。 |                                                  |                    |

### ギャラリー

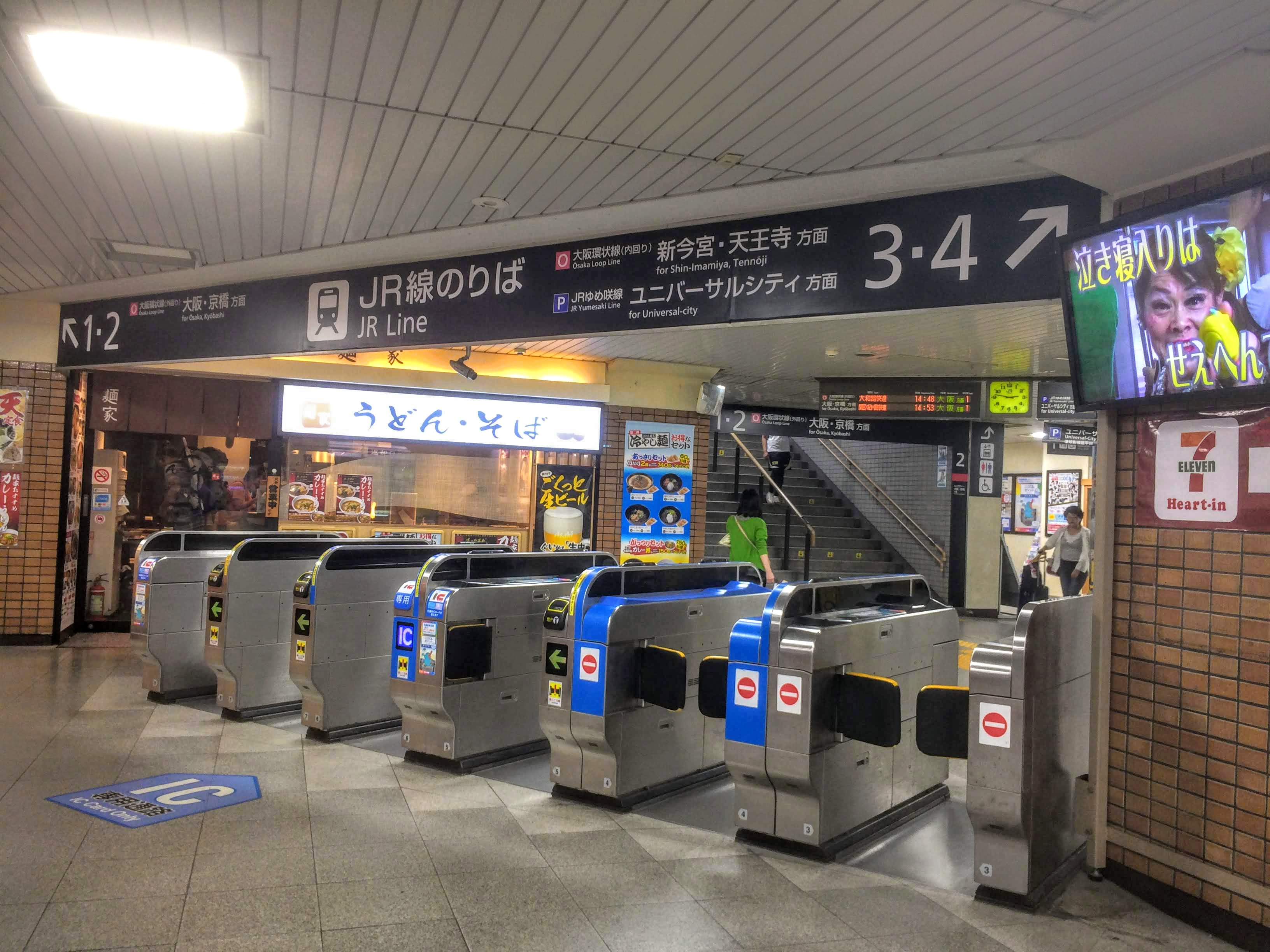
改札口
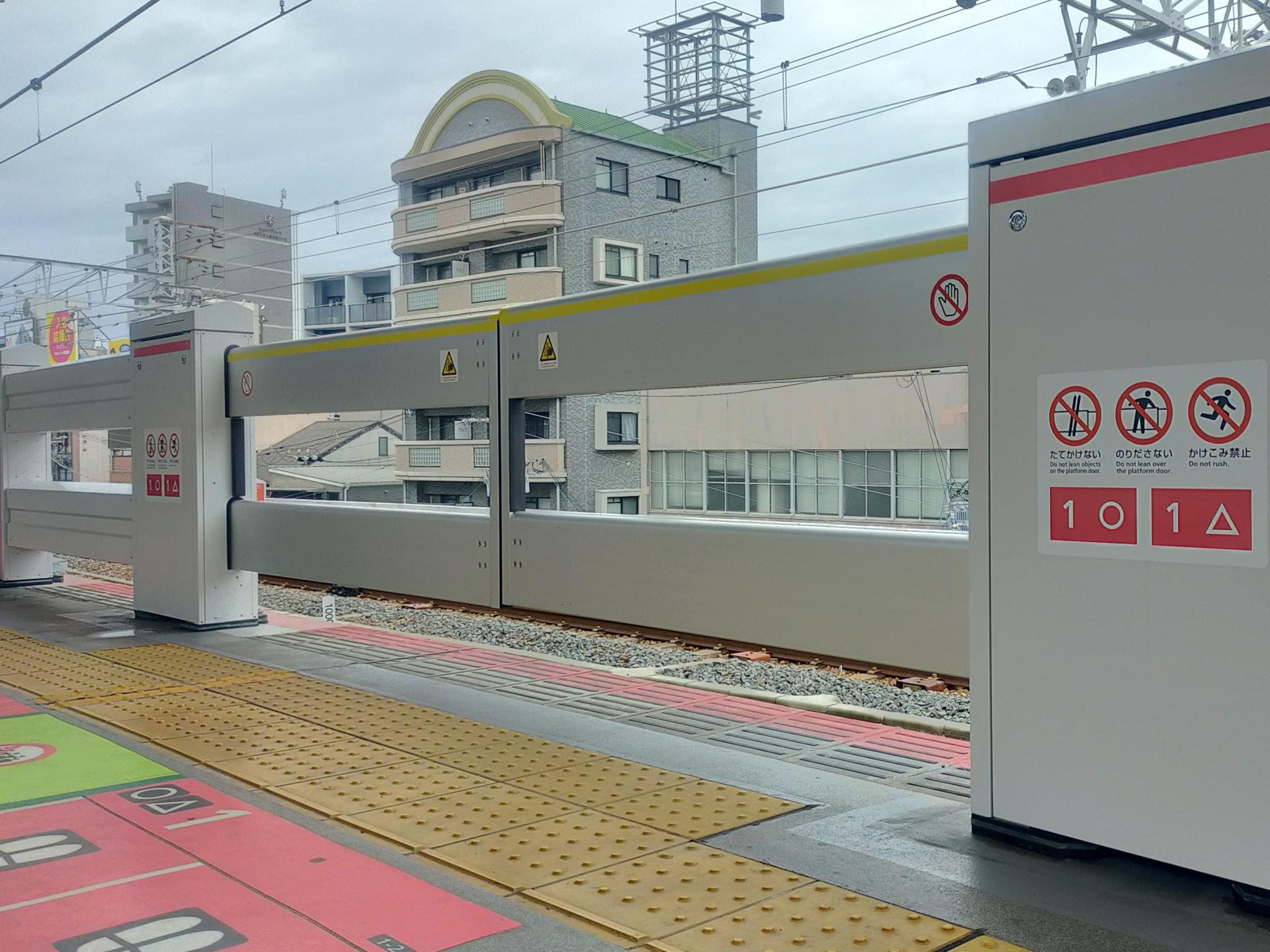
JR西日本初の改良型可動式ホーム柵（1番のりば）
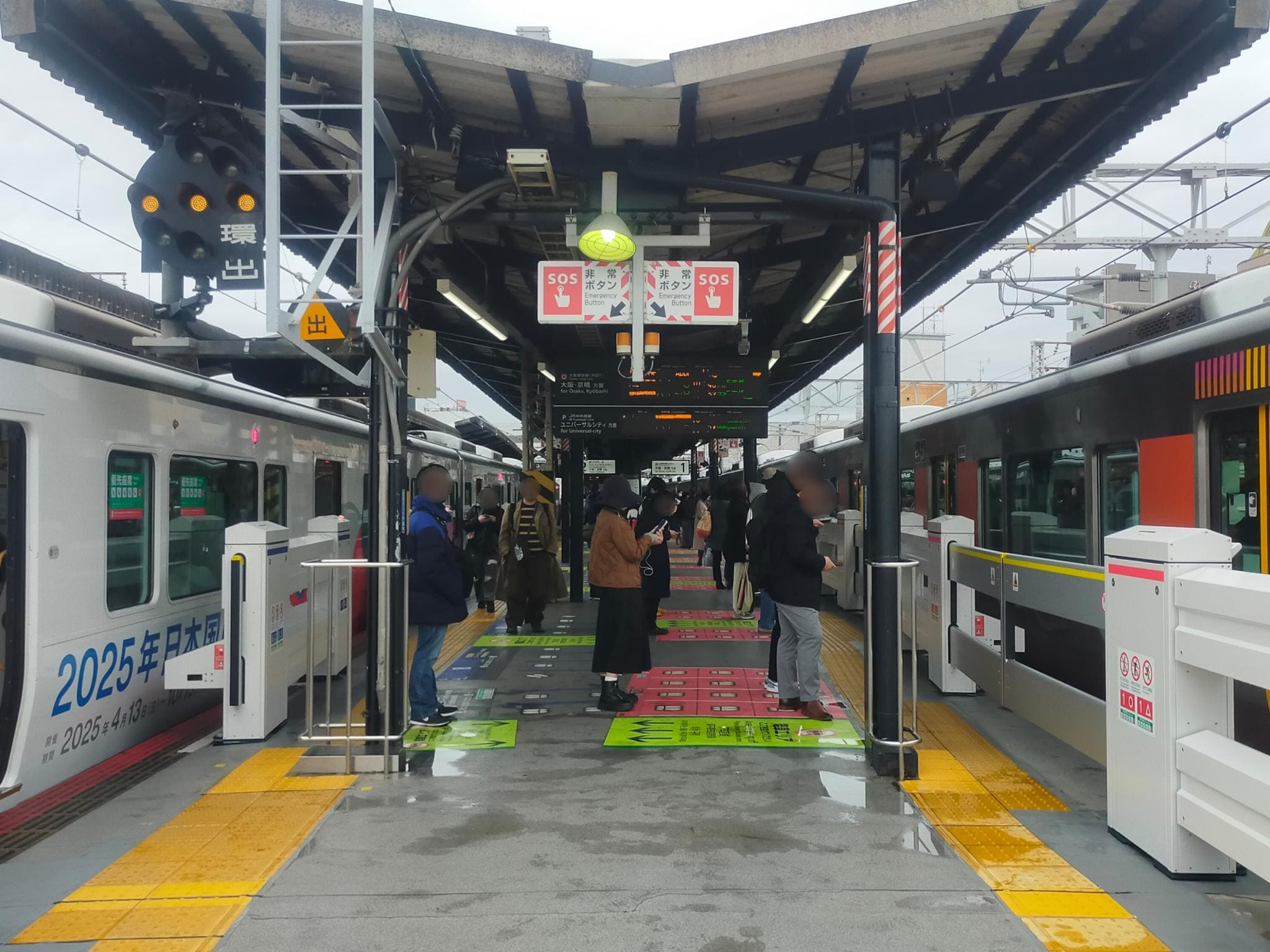
1・2番のりば（改良型可動式ホーム柵設置後）

## 阪神電気鉄道
相対式ホーム2面2線を有する高架駅。建設当初より将来の難波方面への延伸を予定していたことから、大阪環状線・桜島線の高架橋を乗り越せる高さで建設された。延伸開業時には千鳥橋駅寄りに設置されていた折り返し用の両渡り線が撤去され、代わりに片渡り線が設置された。これは当駅からの大阪難波・近鉄線方面が不通の場合やダイヤ乱れの場合に尼崎方からの列車が当駅で折り返す際に使用される。このため、2番線には阪神車用、近鉄車用ともに折り返し用の停止位置目標が設置されている。この駅から奈良方面は鶴橋まで全列車各駅に停車する。
有効長は、19m車体の阪神列車4両編成分（約80m）しかなく、JRの手前で行き止まりになっていた。2009年3月20日の大阪難波駅延伸開業後はJRを跨いで延伸し、21m車体の近鉄列車10両編成分（約215m）まで対応できるようになった。
開業以来、尼崎方面のりばとして使用されてきた2番線（西側）ホームに対し、1番線（東側）ホームは、西大阪線特急が廃止されてからはほとんど使用されることがなかった。
西大阪線特急が運転されていた1965年から1974年までは両方とも使われ、1番線と2番線のどちらが先発・次発か、特急・普通がどちらのホームを発車するかを示す電照看板も設置されていた。
1994年 - 1995年に実施された2番線ホームのエレベーター・エスカレーター（下り用）新設工事においても代替のりばとして使用されたことがある。
その後、1番線ホームは阪神なんば線に関連する改良工事の進捗により2008年に再び代替のりばとして使用され、2009年1月23日から2月23日までの1か月間、延伸線の試運転時において降車専用ホームとして使用された。
そして、3月20日の阪神なんば線開業時から、1番線ホームは大阪難波・近鉄奈良方面のりばとして本格的な使用が始まった。なお、従来1番線ホームにはエレベーターが設置されていなかったが、同線開業とともにホーム延伸部に新設された東改札側に設置された。東改札側の駅舎のデザインテーマは「交流の結節点」である。阪神なんば線延伸後は、1番線ホームの西改札側、そして西改札側コンコースとJRコンコースとの間にもエレベーターが設置された。
阪神なんば線開業前までは発車メロディ（西浦達雄作曲・編曲）が使用されていたが、開業後は中間駅となったため使用されなくなり、到着放送で番線が放送されなくなった（芦屋駅と同じ形式）。ただし、発車メロディの代わりに阪神本線の主要駅で使用されている発車ベルが使用される場合がある。
ホーム延伸部に新設された東口駅舎には、コンビニエンスストアや書店が入居している。

### 西口（未成）跡
現在西口となっている駅出入口は、開設以来九条方面へのホーム延伸がなされるまで当駅唯一の駅出入口であった。
当駅開設時には、この駅出入口を東口とし、尼崎寄りのホーム端に階段を設けて西口（もしくは北口）とする計画があり、実際にホームと地上を結ぶコンクリート製の階段が準備されていた。これは、当時営業していた大阪市電西野田桜島線との乗り換えを想定したものであったが、ほどなく市電は廃止となり、西口を設ける計画も中止となった。

### のりば
| 番線 | 路線          | 方向 | 行先         |
| ---- | ------------- | ---- | ------------ |
| 1    | ■阪神なんば線 | 上り | 大阪難波方面 |
| 2    | ■阪神なんば線 | 下り | 尼崎方面     |

### ギャラリー

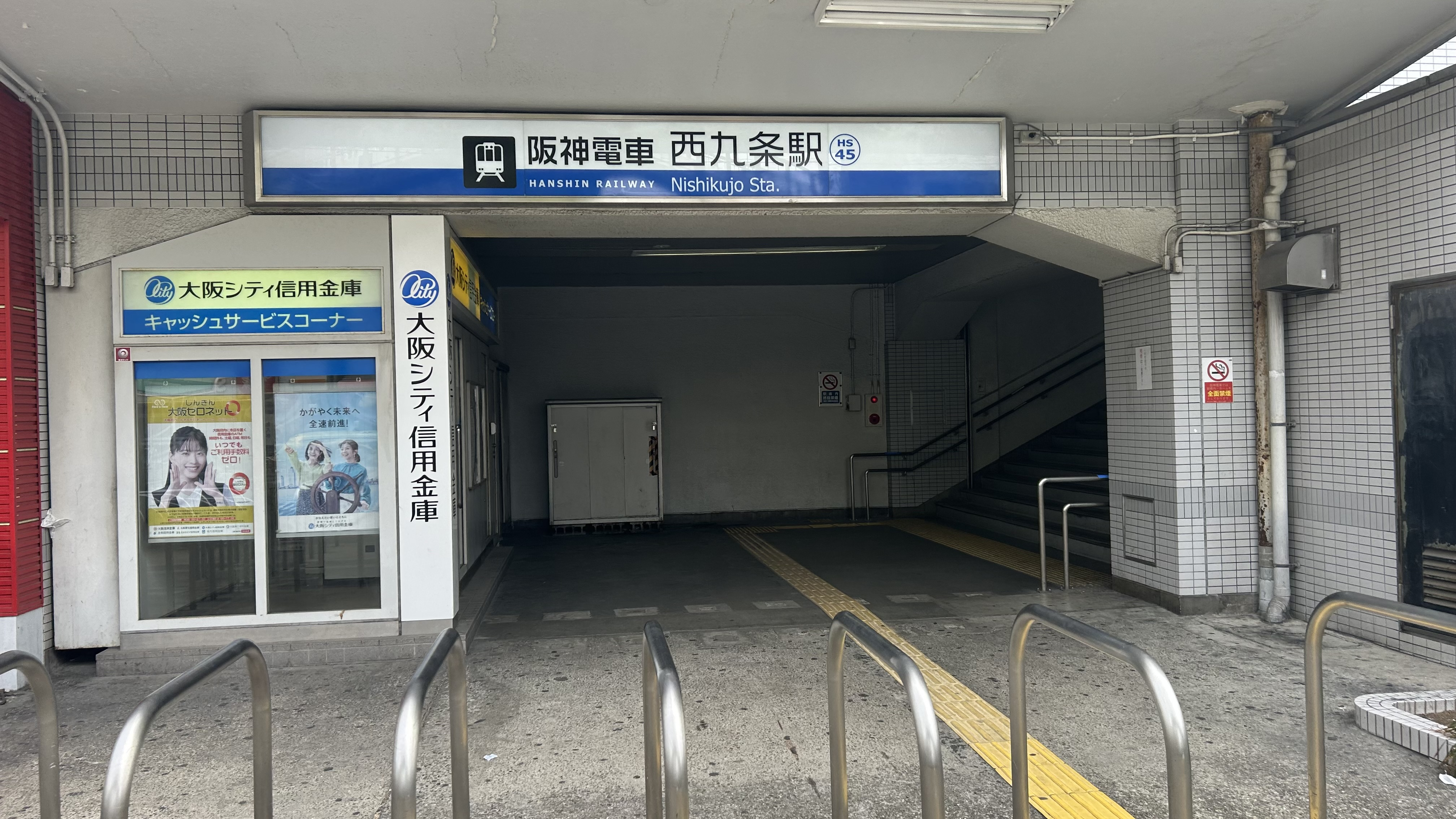
1番出入口
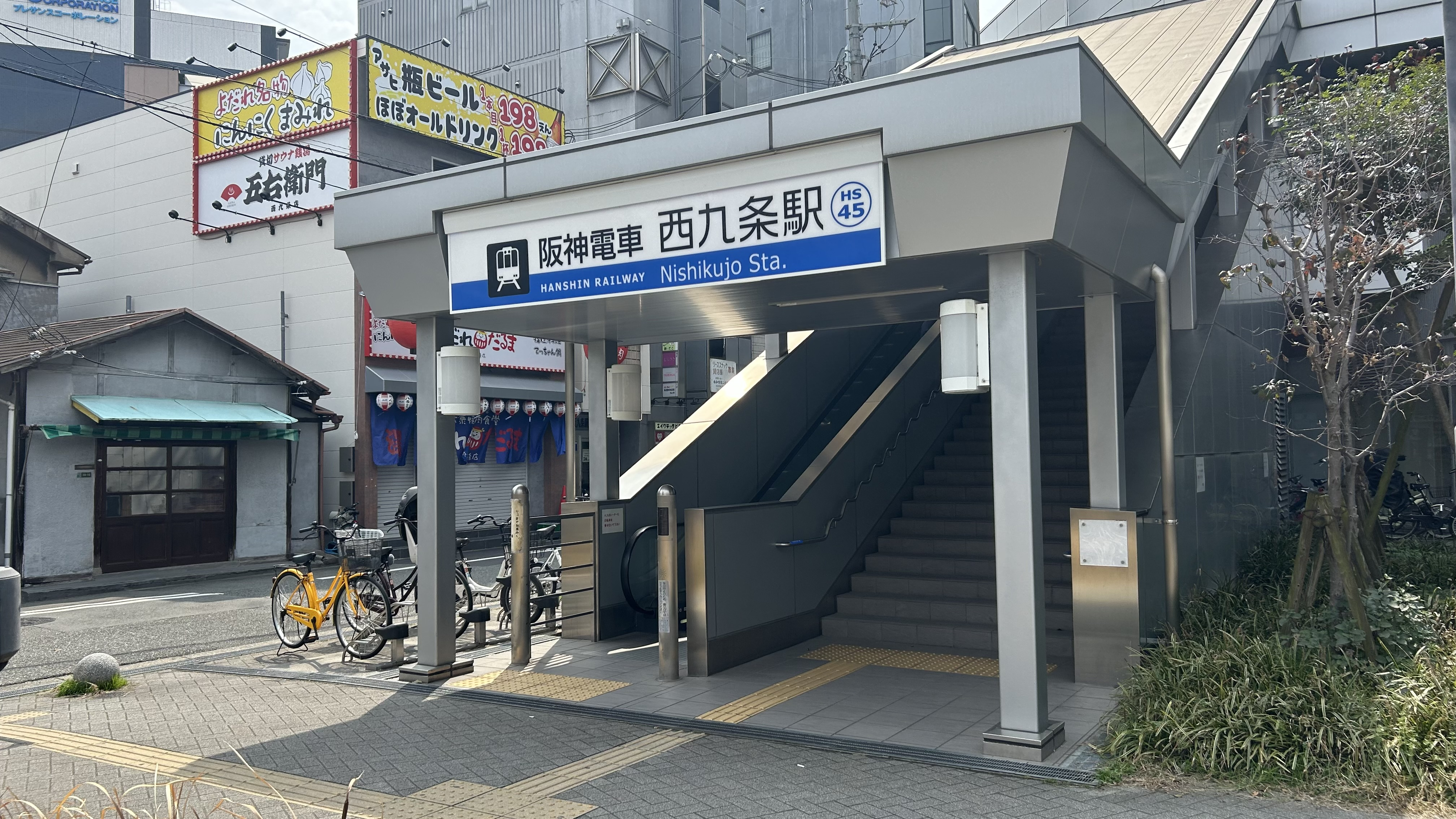
2番出入口
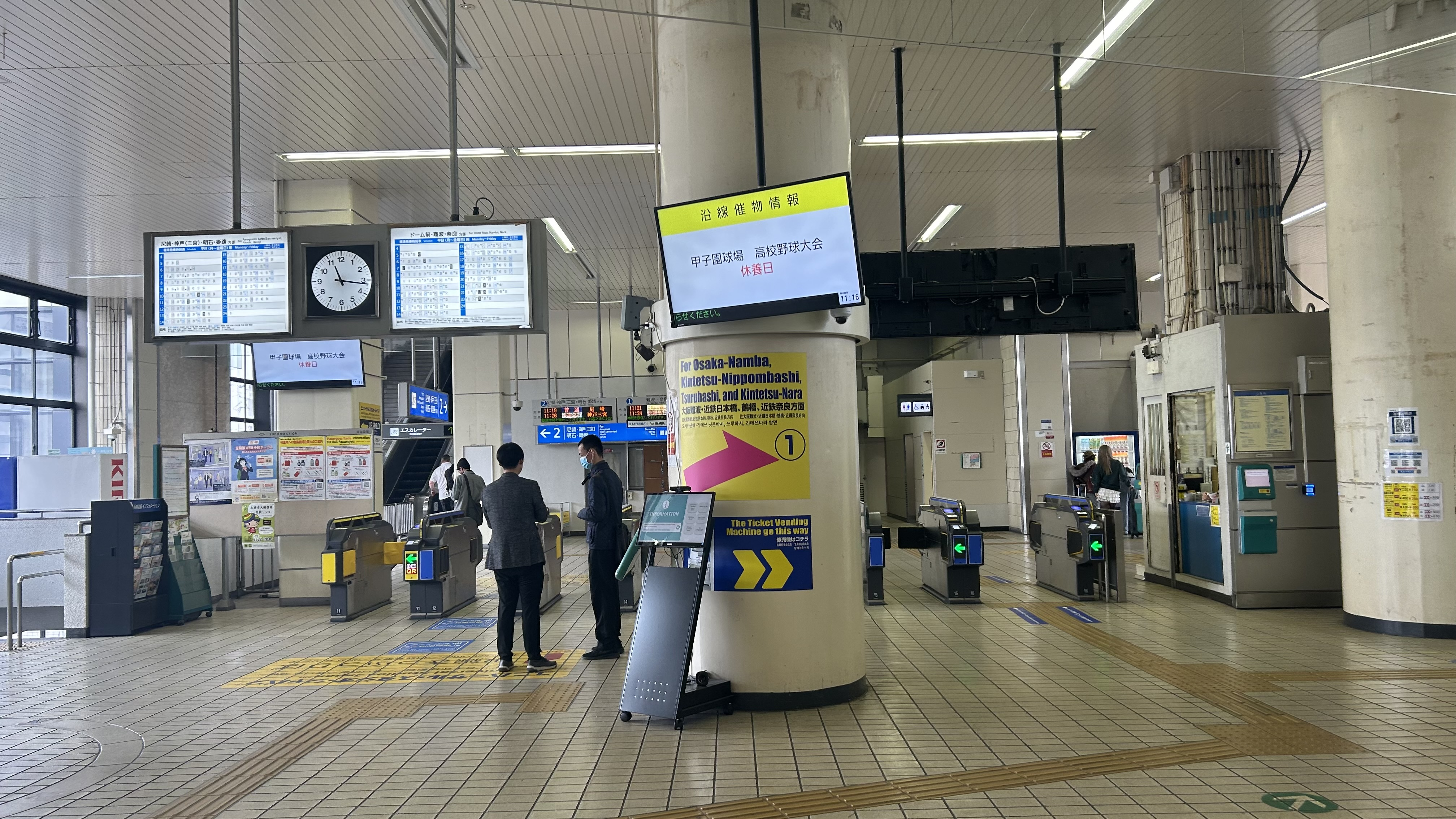
西改札口
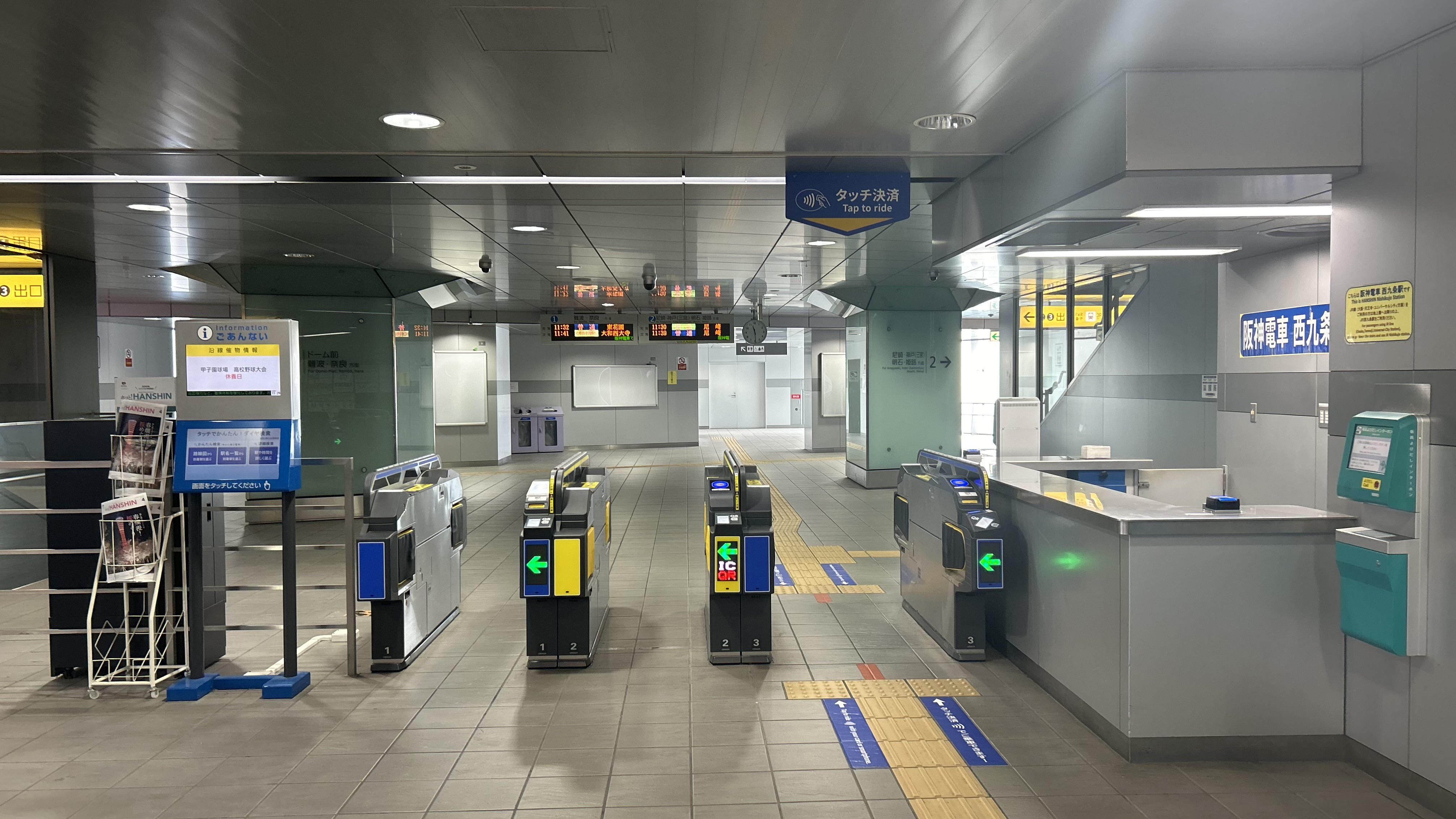
東改札口
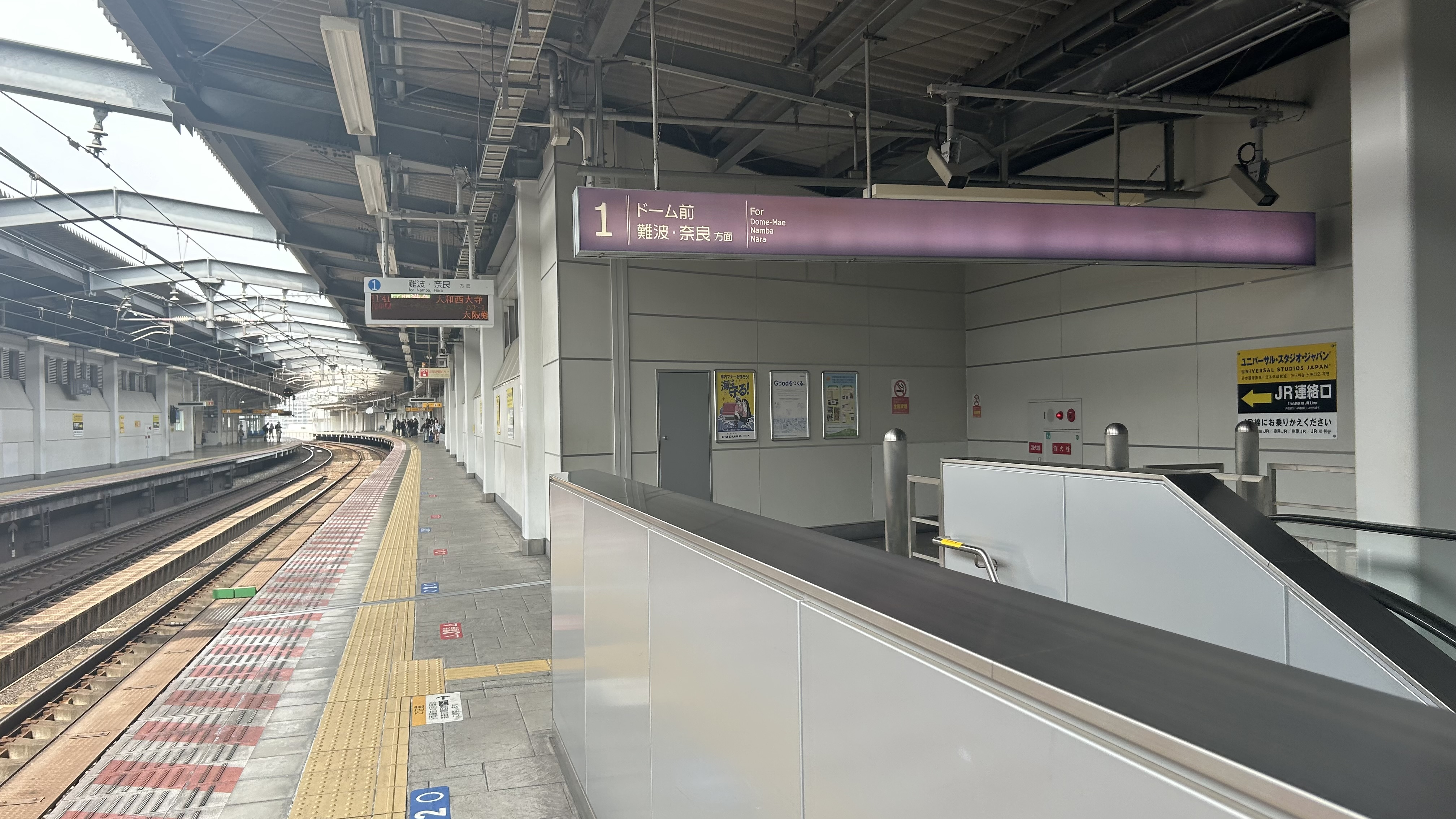
1番線ホーム
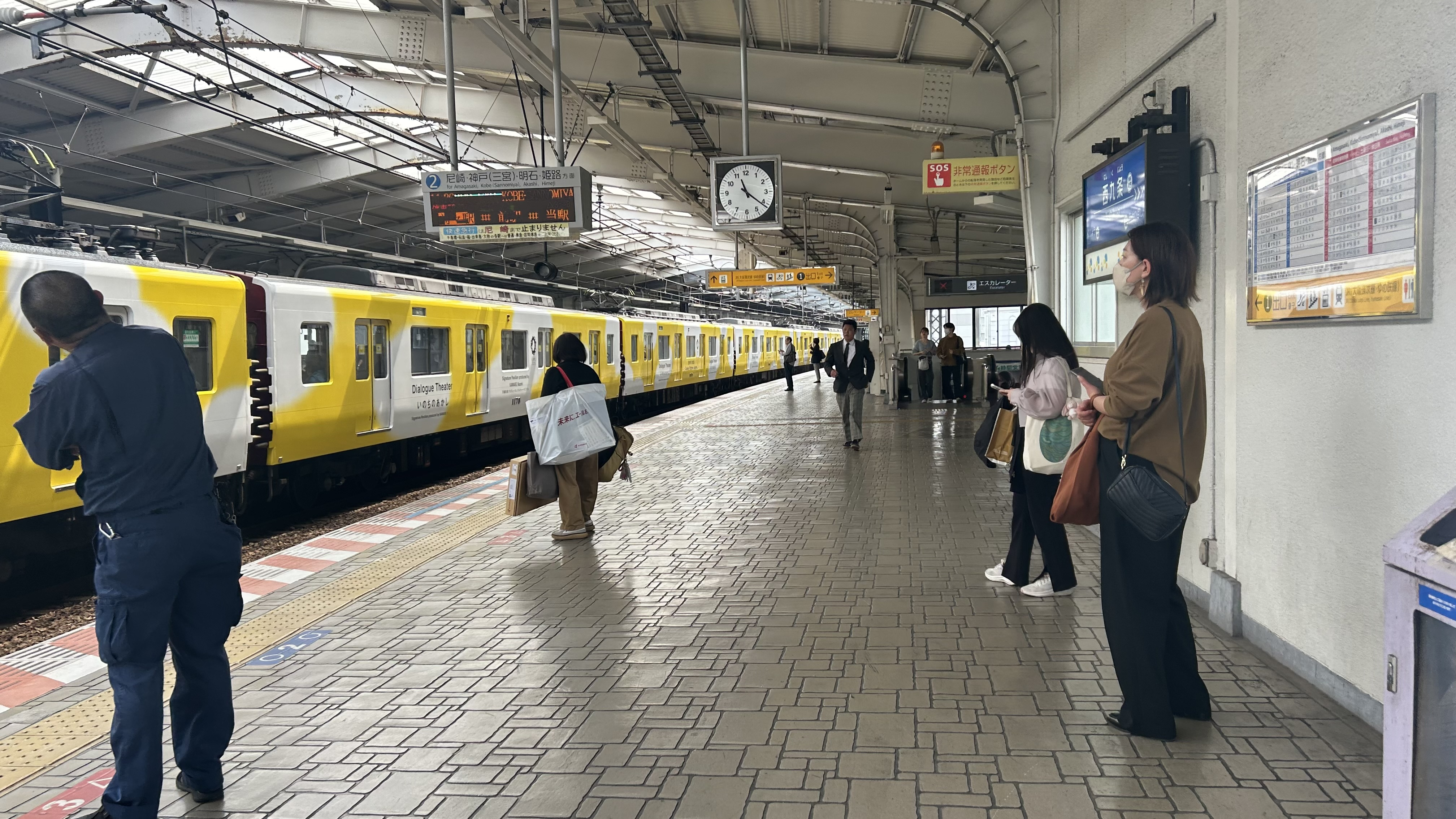
2番線ホーム
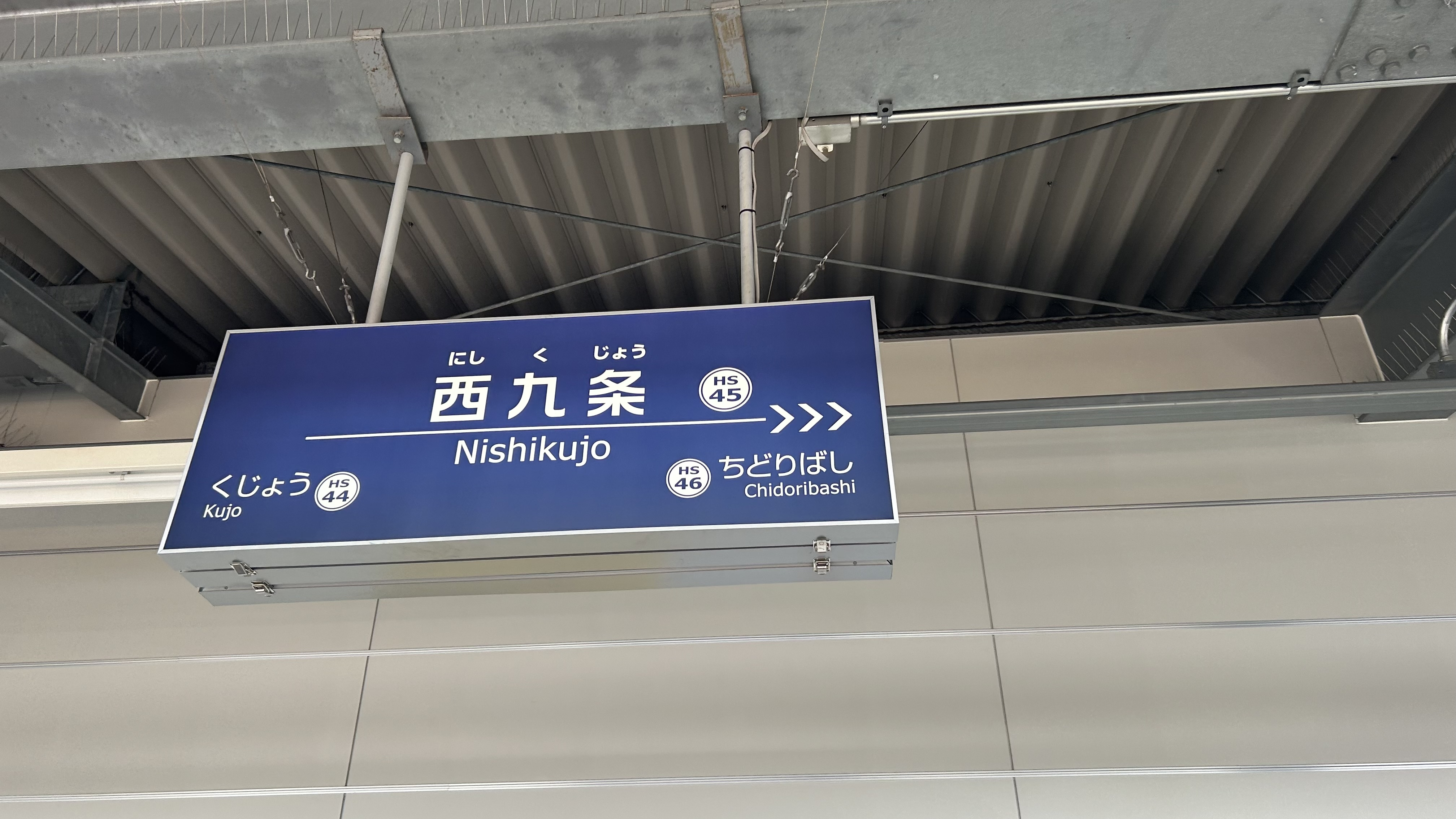
駅名標
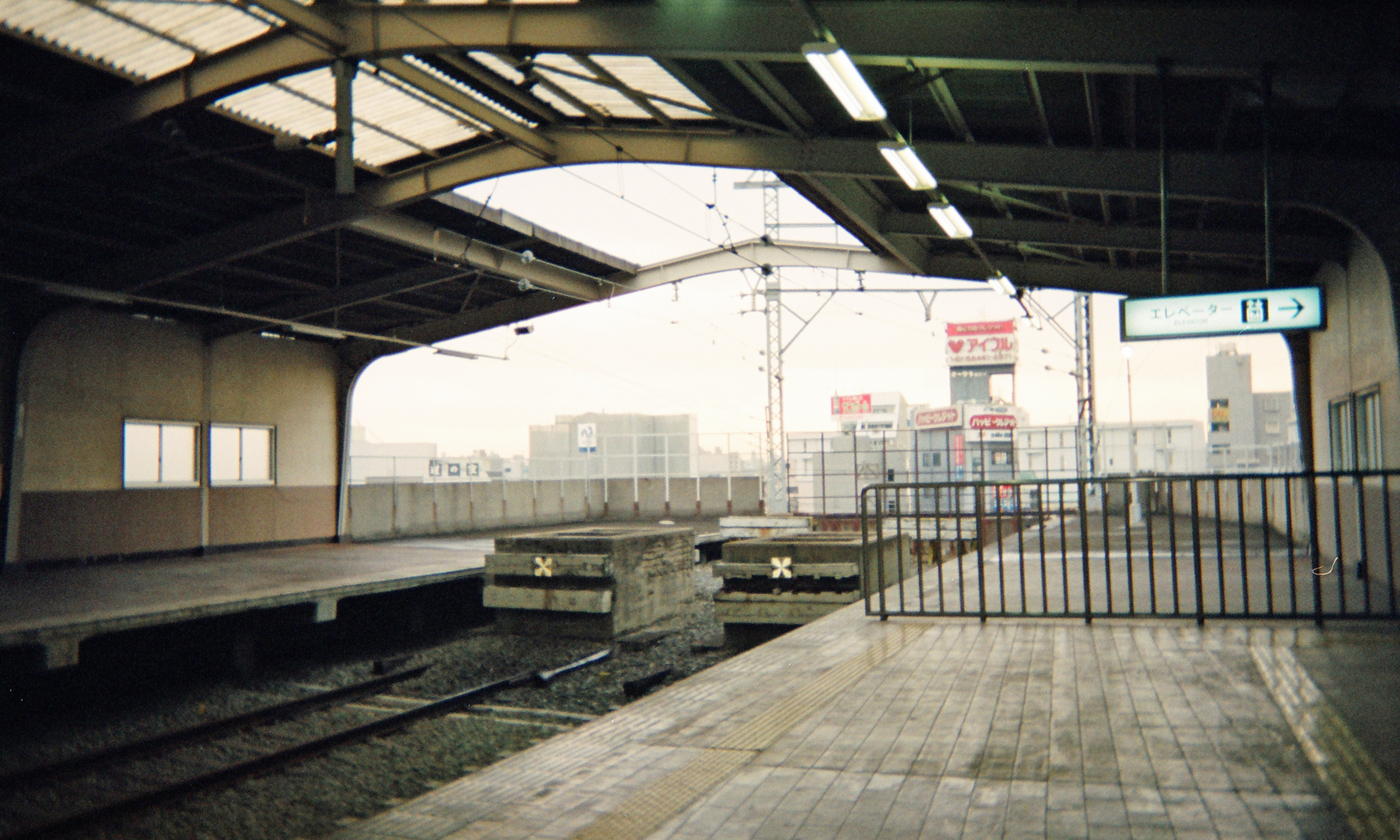
終着駅時代のプラットホーム終端（2000年12月）
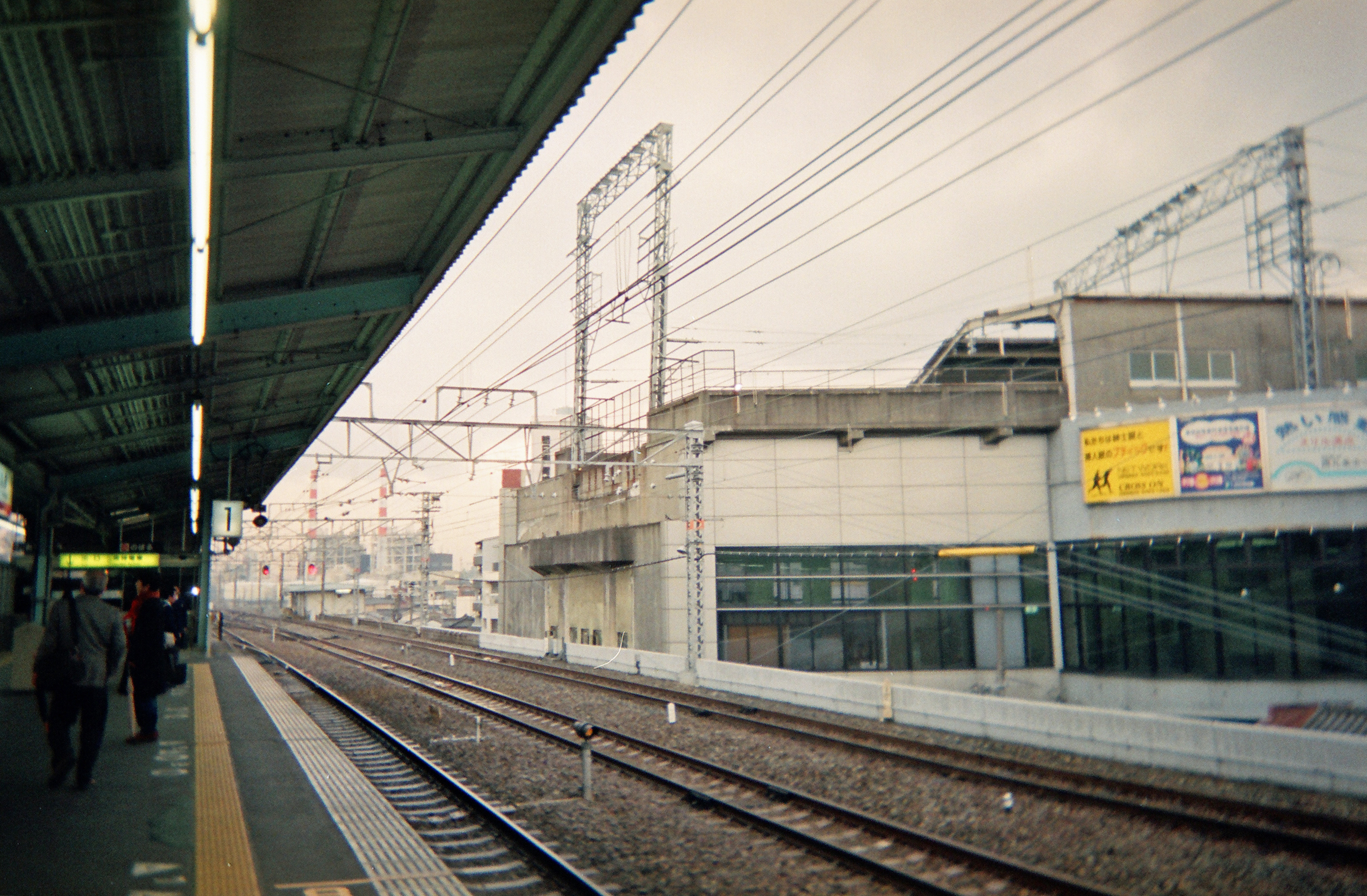
終着駅時代のJR線ホームから撮影した駅（2000年12月）

### トイレ
トイレは西・東改札内にある。

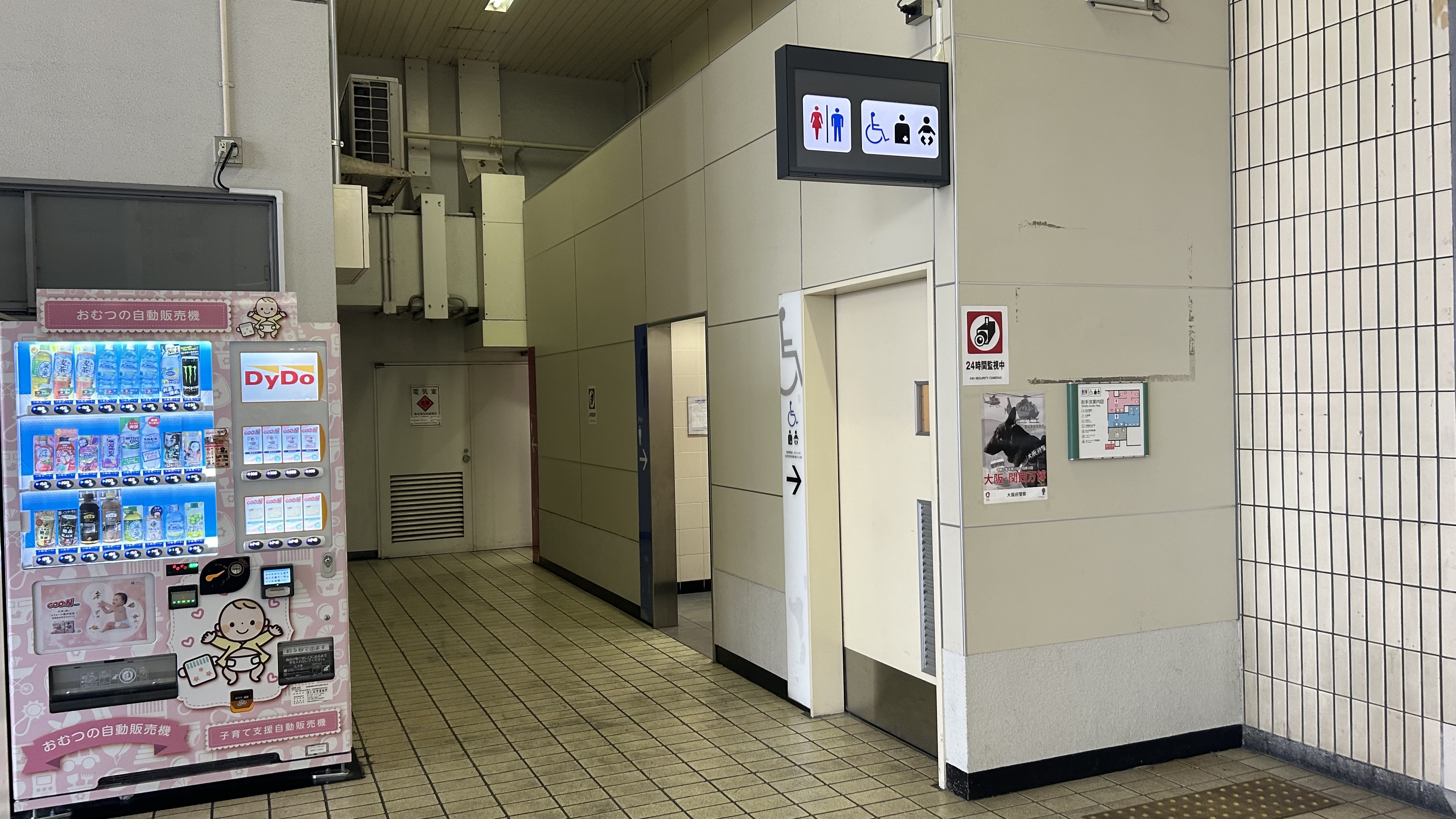
西改札内トイレ
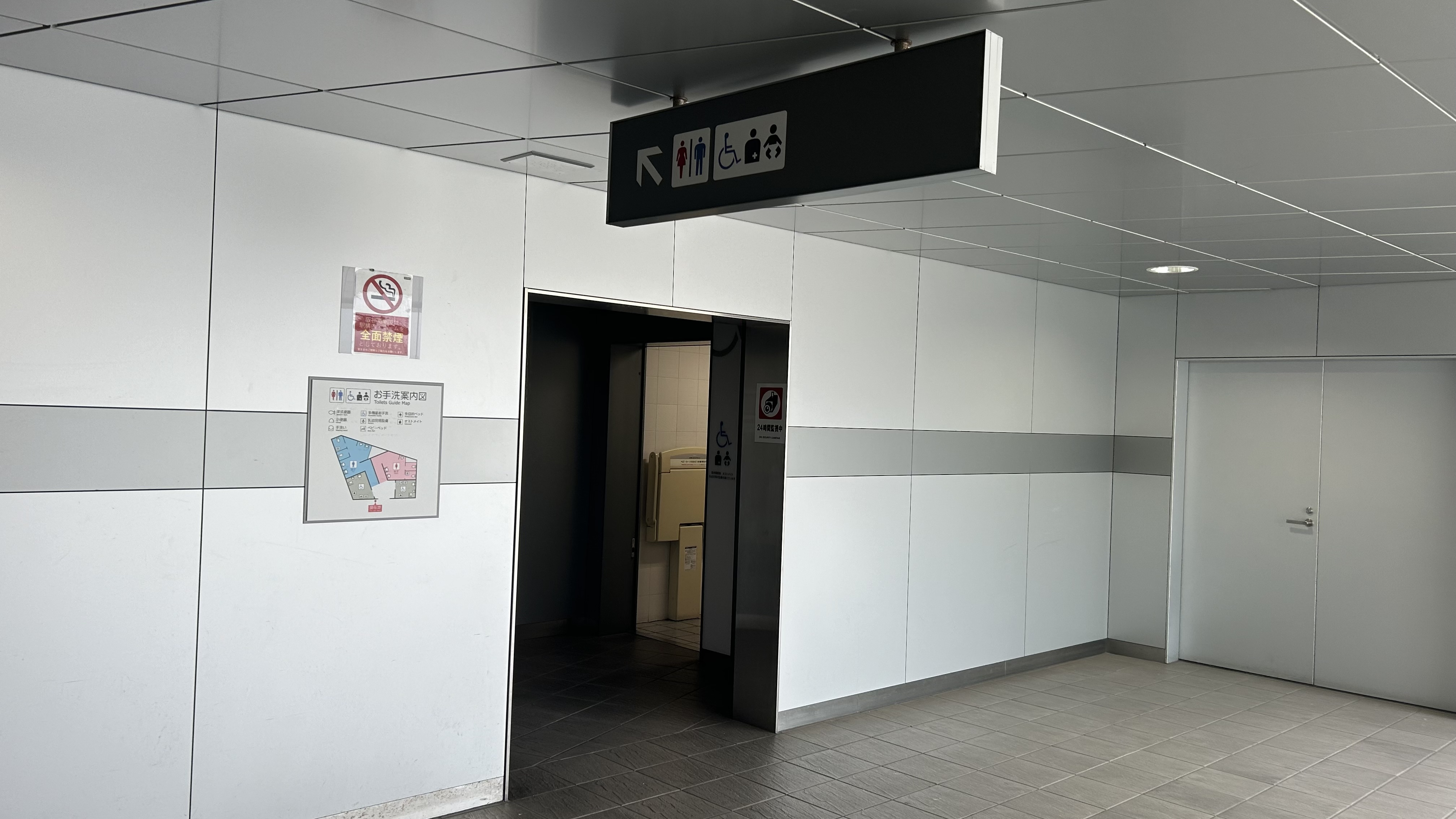
東改札内トイレ

## 利用状況
ユニバーサル・スタジオ・ジャパン開業後も乗降は特に増えなかったが、阪神なんば線延長後、JR・阪神とも乗降が増加し続けている。

### JR西日本
2023年（令和5年）度の1日平均乗車人員は32,290人で、同社の駅の中では山科駅に次いで第21位である。大阪環状線所属駅では16駅中、京橋駅・鶴橋駅・新今宮駅・弁天町駅に次ぐ5位。
各年度の1日平均乗車人員は下表の通り。
| 年度               | 1日平均 乗車人員 | 増減率 | 順位 | 定期利用状況 | 定期利用状況 | 出典            | 出典          |
| 年度               | 1日平均 乗車人員 | 増減率 | 順位 | 1日平均      | 定期率       | JR西日本        | 大阪府        |
| ------------------ | ---------------- | ------ | ---- | ------------ | ------------ | --------------- | ------------- |
| 1988年（昭和63年） | 27,785           |        |      | 18,390       | 66.2%        |                 | [ 大阪府 1 ]  |
| 1989年（平成元年） | 28,086           | 1.1%   |      | 18,488       | 65.8%        |                 | [ 大阪府 1 ]  |
| 1990年（平成02年） | 29,283           | 4.3%   |      | 19,286       | 65.9%        |                 | [ 大阪府 2 ]  |
| 1991年（平成03年） | 29,624           | 1.2%   |      | 19,605       | 66.2%        |                 | [ 大阪府 3 ]  |
| 1992年（平成04年） | 29,316           | -1.0%  |      | 19,514       | 66.6%        |                 | [ 大阪府 4 ]  |
| 1993年（平成05年） | 28,874           | -1.5%  |      | 19,126       | 66.2%        |                 | [ 大阪府 5 ]  |
| 1994年（平成06年） | 28,626           | -0.9%  |      | 18,829       | 65.8%        |                 | [ 大阪府 6 ]  |
| 1995年（平成07年） | 29,397           | 2.7%   |      | 18,952       | 64.5%        |                 | [ 大阪府 7 ]  |
| 1996年（平成08年） | 28,671           | -2.5%  |      | 18,292       | 63.8%        |                 | [ 大阪府 8 ]  |
| 1997年（平成09年） | 27,178           | -5.2%  |      | 17,360       | 63.9%        |                 | [ 大阪府 9 ]  |
| 1998年（平成10年） | 26,208           | -3.6%  |      | 16,804       | 64.1%        |                 | [ 大阪府 10 ] |
| 1999年（平成11年） | 25,099           | -4.2%  |      | 15,888       | 63.3%        |                 | [ 大阪府 11 ] |
| 2000年（平成12年） | 24,873           | -0.9%  |      | 15,599       | 62.7%        |                 | [ 大阪府 12 ] |
| 2001年（平成13年） | 24,838           | -0.1%  |      | 15,261       | 61.4%        |                 | [ 大阪府 13 ] |
| 2002年（平成14年） | 23,669           | -4.7%  |      | 14,651       | 61.9%        |                 | [ 大阪府 14 ] |
| 2003年（平成15年） | 23,603           | -0.3%  |      | 14,470       | 61.3%        |                 | [ 大阪府 15 ] |
| 2004年（平成16年） | 23,279           | -1.4%  |      | 14,525       | 62.4%        |                 | [ 大阪府 16 ] |
| 2005年（平成17年） | 23,151           | -0.5%  |      | 14,464       | 62.5%        |                 | [ 大阪府 17 ] |
| 2006年（平成18年） | 23,723           | 2.5%   |      | 14,878       | 62.7%        |                 | [ 大阪府 18 ] |
| 2007年（平成19年） | 23,985           | 1.1%   |      | 15,195       | 63.4%        |                 | [ 大阪府 19 ] |
| 2008年（平成20年） | 24,556           | 2.4%   |      | 15,601       | 63.5%        |                 | [ 大阪府 20 ] |
| 2009年（平成21年） | 22,892           | -6.8%  |      | 14,267       | 62.3%        |                 | [ 大阪府 21 ] |
| 2010年（平成22年） | 22,920           | 0.1%   |      | 14,280       | 62.3%        |                 | [ 大阪府 22 ] |
| 2011年（平成23年） | 23,491           | 2.5%   |      | 14,559       | 62.0%        |                 | [ 大阪府 23 ] |
| 2012年（平成24年） | 24,329           | 3.6%   |      | 14,871       | 61.1%        |                 | [ 大阪府 24 ] |
| 2013年（平成25年） | 25,486           | 4.8%   | 31位 | 15,386       | 60.4%        | [ JR西日本 1 ]  | [ 大阪府 25 ] |
| 2014年（平成26年） | 26,355           | 3.4%   | 29位 | 15,389       | 58.4%        | [ JR西日本 2 ]  | [ 大阪府 26 ] |
| 2015年（平成27年） | 28,217           | 7.1%   | 30位 | 16,075       | 57.0%        | [ JR西日本 3 ]  | [ 大阪府 27 ] |
| 2016年（平成28年） | 29,535           | 4.7%   | 28位 | 16,428       | 55.6%        | [ JR西日本 4 ]  | [ 大阪府 28 ] |
| 2017年（平成29年） | 31,037           | 5.1%   | 27位 | 16,935       | 54.6%        | [ JR西日本 5 ]  | [ 大阪府 29 ] |
| 2018年（平成30年） | 31,300           | 0.8%   | 25位 | 17,210       | 55.0%        | [ JR西日本 6 ]  | [ 大阪府 30 ] |
| 2019年（令和元年） | 31,176           | -0.4%  | 24位 | 17,291       | 55.5%        | [ JR西日本 7 ]  | [ 大阪府 31 ] |
| 2020年（令和02年） | 23,064           | -26.0% | 26位 | 15,446       | 67.0%        | [ JR西日本 8 ]  | [ 大阪府 32 ] |
| 2021年（令和03年） | 24,867           | 7.8%   | 26位 | 15,953       | 64.2%        | [ JR西日本 9 ]  | [ 大阪府 33 ] |
| 2022年（令和04年） | 29,681           | 19.4%  | 23位 | 16,699       | 56.3%        | [ JR西日本 10 ] | [ 大阪府 34 ] |
| 2023年（令和05年） | 32,290           | 8.8%   | 21位 | 17,000       | 52.6%        | [ JR西日本 11 ] | [ 大阪府 35 ] |

### 阪神電気鉄道
2023年11月平均の乗降人員は40,831人で、阪神電鉄全駅では西宮駅に次ぐ第6位。本線の乗り入れない駅では最多。
各年度の11月平均利用状況は下表の通り。
| 年度               | 乗車人員 | 降車人員 | 乗降人員 | 増減率 | 順位 | 出典       |
| ------------------ | -------- | -------- | -------- | ------ | ---- | ---------- |
| 2019年（令和元年） | 18,711   | 18,937   | 37,648   |        | 6位  | [ 阪神 1 ] |
| 2020年（令和02年） | 14,008   | 14,398   | 28,406   | -24.5% | 7位  | [ 阪神 2 ] |
| 2021年（令和03年） | 14,992   | 15,544   | 30,536   | 7.5%   | 6位  | [ 阪神 3 ] |
| 2022年（令和04年） | 17,199   | 17,785   | 34,984   | 14.6%  | 6位  | [ 阪神 4 ] |
| 2023年（令和05年） | 20,299   | 20,532   | 40,831   | 16.7%  | 6位  | [ 阪神 5 ] |

#### 年次・年度別利用状況
大阪府・大阪市それぞれが公表しているデータによると、各年の1日平均（全期間対象）利用状況は下表の通り。
| 年次/年度          | 各年次   | 各年次   | 各年次   | 各年度 乗車人員 | 出典          | 出典         |
| 年次/年度          | 乗車人員 | 降車人員 | 乗降人員 | 各年度 乗車人員 | 大阪府        | 大阪市       |
| ------------------ | -------- | -------- | -------- | --------------- | ------------- | ------------ |
| 1967年（昭和42年） | 11,882   | -        | -        | -               | [ 大阪府 36 ] | -            |
| 1975年（昭和50年） | 14,031   | -        | -        | -               | [ 大阪府 37 ] | -            |
| 1976年（昭和51年） | 14,382   | -        | -        | -               | [ 大阪府 38 ] | -            |
| 1977年（昭和52年） | 13,796   | -        | -        | -               | [ 大阪府 39 ] | -            |
| 1978年（昭和53年） | 13,919   | -        | -        | -               | [ 大阪府 40 ] | -            |
| 1979年（昭和54年） | 14,196   | -        | -        | -               | [ 大阪府 41 ] | -            |
| 1980年（昭和55年） | 13,460   | -        | -        | -               | [ 大阪府 42 ] | -            |
| 1981年（昭和56年） | 13,136   | -        | -        | -               | [ 大阪府 43 ] | -            |
| 1982年（昭和57年） | 12,875   | 13,220   | 26,095   | -               | [ 大阪府 44 ] | -            |
| 1983年（昭和58年） | 12,058   | 12,522   | 24,580   | -               | [ 大阪府 45 ] | -            |
| 1984年（昭和59年） | 11,744   | 12,163   | 23,907   | -               | [ 大阪府 46 ] | -            |
| 1985年（昭和60年） | 11,783   | 12,208   | 23,991   | -               | [ 大阪府 47 ] | -            |
| 1986年（昭和61年） | 12,118   | 12,577   | 24,695   | -               | [ 大阪府 48 ] | -            |
| 1987年（昭和62年） | 11,774   | 12,179   | 23,953   | -               | [ 大阪府 49 ] | -            |
| 1988年（昭和63年） | 11,881   | 12,443   | 24,324   | -               | [ 大阪府 50 ] | -            |
| 1989年（平成元年） | 11,750   | 12,205   | 23,955   | -               | [ 大阪府 1 ]  | -            |
| 1990年（平成02年） | 11,696   | 12,155   | 23,851   | -               | [ 大阪府 2 ]  | -            |
| 1991年（平成03年） | 11,862   | 14,109   | 25,971   | -               | [ 大阪府 3 ]  | -            |
| 1992年（平成04年） | 12,389   | 14,694   | 27,083   | -               | [ 大阪府 4 ]  | -            |
| 1993年（平成05年） | 11,954   | 12,226   | 24,180   | -               | [ 大阪府 5 ]  | -            |
| 1994年（平成06年） | 11,486   | 11,747   | 23,233   | -               | [ 大阪府 6 ]  | -            |
| 1995年（平成07年） | 12,106   | 12,426   | 24,532   | -               | [ 大阪府 7 ]  | -            |
| 1996年（平成08年） | 11,138   | 11,424   | 22,562   | -               | [ 大阪府 8 ]  | -            |
| 1997年（平成09年） | 10,432   | 10,701   | 21,133   | -               | [ 大阪府 9 ]  | -            |
| 1998年（平成10年） | 10,140   | 10,403   | 20,543   | -               | [ 大阪府 10 ] | -            |
| 1999年（平成11年） | 9,763    | 10,023   | 19,786   | -               | [ 大阪府 11 ] | -            |
| 2000年（平成12年） | 9,421    | 9,580    | 19,001   | -               | [ 大阪府 12 ] | -            |
| 2001年（平成13年） | 9,659    | 9,801    | 19,460   | 9,588           | [ 大阪府 13 ] | [ 大阪市 1 ] |
| 2002年（平成14年） | 9,612    | 9,768    | 19,380   | 9,592           | [ 大阪府 14 ] | [ 大阪市 1 ] |
| 2003年（平成15年） | 9,352    | 9,567    | 18,919   | 9,463           | [ 大阪府 15 ] | [ 大阪市 1 ] |
| 2004年（平成16年） | 9,499    | 9,881    | 19,380   | 9,469           | [ 大阪府 16 ] | [ 大阪市 1 ] |
| 2005年（平成17年） | 9,611    | 9,669    | 19,280   | 9,669           | [ 大阪府 17 ] | [ 大阪市 1 ] |
| 2006年（平成18年） | 9,644    | 9,908    | 19,552   | 9,695           | [ 大阪府 18 ] | [ 大阪市 1 ] |
| 2007年（平成19年） | 9,941    | 10,163   | 20,104   | 10,057          | [ 大阪府 19 ] | [ 大阪市 1 ] |
| 2008年（平成20年） | 10,118   | 10,516   | 20,634   | 10,484          | [ 大阪府 20 ] | [ 大阪市 1 ] |
| 2009年（平成21年） | 10,555   | 10,806   | 21,361   | 10,698          | [ 大阪府 21 ] | [ 大阪市 1 ] |
| 2010年（平成22年） | 11,352   | 11,363   | 22,715   | 11,442          | [ 大阪府 22 ] | [ 大阪市 1 ] |
| 2011年（平成23年） | 11,429   | 11,445   | 22,874   | 11,569          | [ 大阪府 23 ] | [ 大阪市 1 ] |
| 2012年（平成24年） | 12,033   | 12,469   | 24,502   | 12,004          | [ 大阪府 24 ] | [ 大阪市 1 ] |
| 2013年（平成25年） | 13,058   | 13,233   | 26,291   | 13,216          | [ 大阪府 25 ] | [ 大阪市 1 ] |
| 2014年（平成26年） | 14,304   | 14,775   | 29,079   | 14,328          | [ 大阪府 26 ] | [ 大阪市 1 ] |
| 2015年（平成27年） | 15,551   | 15,977   | 31,528   | 15,696          | [ 大阪府 27 ] | [ 大阪市 1 ] |
| 2016年（平成28年） | 15,921   | 16,132   | 32,053   | 16,089          | [ 大阪府 28 ] | [ 大阪市 1 ] |
| 2017年（平成29年） | 16,513   | 16,701   | 33,214   | 16,797          | [ 大阪府 29 ] | [ 大阪市 1 ] |
| 2018年（平成30年） | 18,173   | 18,565   | 36,738   | 18,401          | [ 大阪府 30 ] | [ 大阪市 1 ] |
| 2019年（令和元年） | 19,159   | 18,907   | 38,066   | 19,146          | [ 大阪府 31 ] | [ 大阪市 2 ] |
| 2020年（令和02年） | 15,336   | 15,554   | 30,890   | 13,740          | [ 大阪府 32 ] | [ 大阪市 3 ] |
| 2021年（令和03年） | 14,389   | 14,781   | 29,170   | 13,329          | [ 大阪府 33 ] | [ 大阪市 4 ] |
| 2022年（令和04年） | 15,783   | 16,363   | 32,146   | 15,645          | [ 大阪府 34 ] | [ 大阪市 5 ] |
| 2023年（令和05年） | 18,652   | 19,277   | 37,929   |                 | [ 大阪府 35 ] |              |

#### 特定日乗車人員
「大阪府統計年鑑」では1966年次分及び1968年〜1974年次分については特定日の乗車人員が記載されている。
| 年次               | 乗車人員 | 出典          |
| ------------------ | -------- | ------------- |
| 1966年（昭和41年） | 9,369    | [ 大阪府 51 ] |
| 1968年（昭和43年） | 13,786   | [ 大阪府 52 ] |
| 1969年（昭和44年） | 14,564   | [ 大阪府 53 ] |
| 1970年（昭和45年） | 14,585   | [ 大阪府 54 ] |
| 1971年（昭和46年） | 13,968   | [ 大阪府 55 ] |
| 1972年（昭和47年） | 13,606   | [ 大阪府 56 ] |
| 1973年（昭和48年） | 13,546   | [ 大阪府 57 ] |
| 1974年（昭和49年） | 14,722   | [ 大阪府 58 ] |

## 駅周辺
- 西野田労働基準監督署
- 西九条公園
- 朝日橋公園・西九条コミュニティ広場

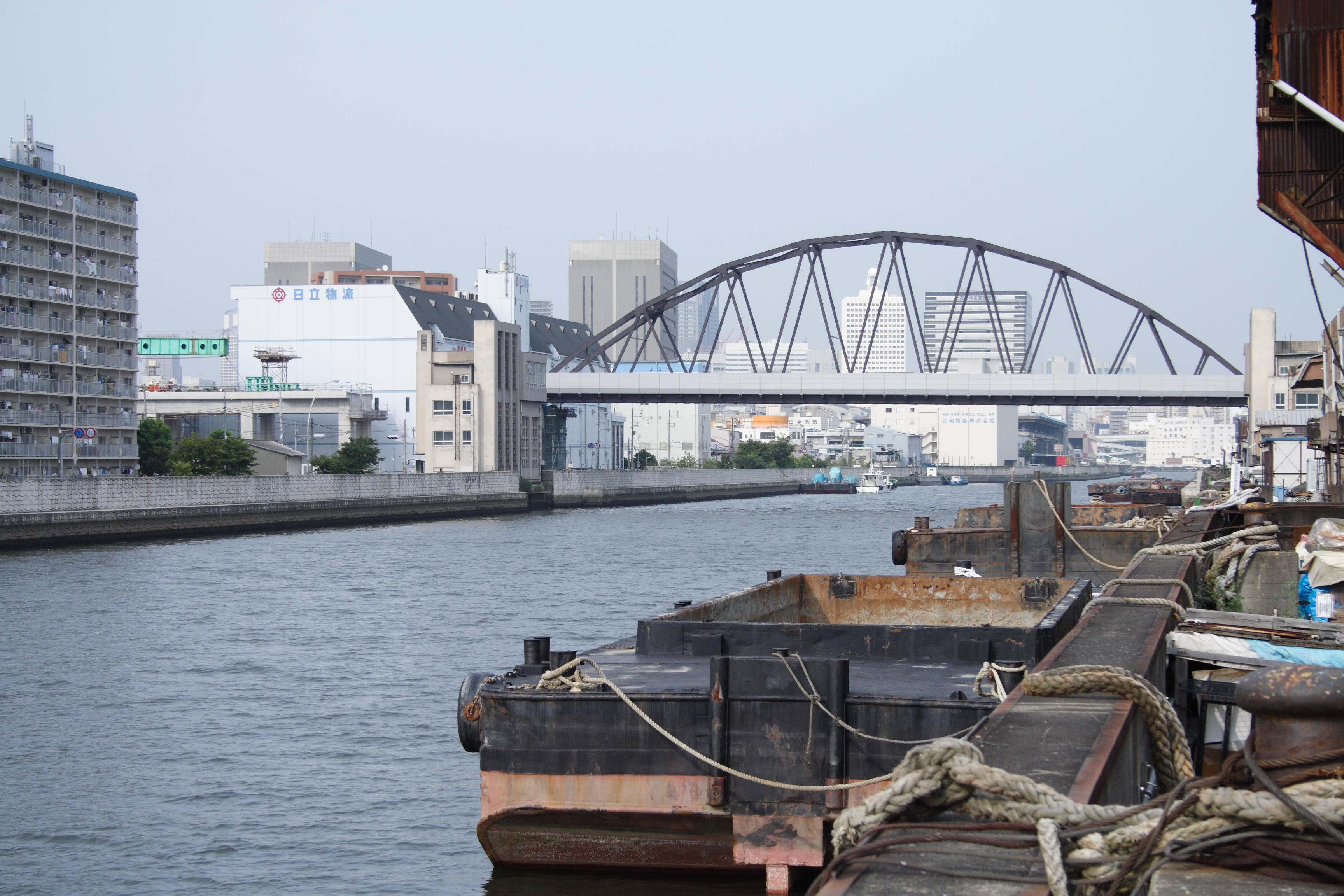
阪神なんば線安治川橋梁。この下に安治川トンネルがある。橋の両端はトンネル入口の建物。（2007年8月1日）

- クレオ大阪西（大阪市立男女共同参画センター西部館）
- 此花スポーツセンター
- 此花屋内プール
- 大阪市此花消防署西九条出張所
- 安治川トンネル
- 日本郵便 此花西九条郵便局
- 西九條神社
- 西條寺

教育機関
- 昇陽中学校・高等学校
- 大阪府立咲くやこの花中学校・高等学校
- 大阪市立野田中学校
- 大阪市立西九条小学校

法人・店舗
- ライフ 西九条店
- ラ・ムー 此花店
- 大日本塗料 本社
- 日立物流 西日本
- 日立オートサービス
- 山下印刷紙器
- 中日本冷蔵

## バス路線
大阪シティバスが発着。停留所名は「西九条」で、主に此花区内各方面への路線バスが発着する。1998年10月の調査結果では、同停留所の一日乗車人員（平日）は3,943人で、大阪シティバスの全停留所中7位である。
| のりば | 系統 | 行先                          | 担当 | 備考                                                     |
| ------ | ---- | ----------------------------- | ---- | -------------------------------------------------------- |
| 1      | 82   | 高見一丁目                    | 酉島 |                                                          |
| 2      | 56   | 酉島車庫前                    | 酉島 |                                                          |
| 2      | 59   | 北港ヨットハーバー/酉島車庫前 | 酉島 | 酉島車庫前までの区間便が多い。56号系統とは経由地が異なる |
| 2      | 79   | 桜島三丁目                    | 酉島 |                                                          |
| 2      | 81   | 舞洲スポーツアイランド        | 酉島 |                                                          |
| 3      | 56   | 大阪駅前                      | 酉島 | 途中経由地は異なる                                       |
| 3      | 59   | 大阪駅前                      | 酉島 | 途中経由地は異なる                                       |

## その他
京阪中之島線が中之島駅から当駅付近を通って此花区の新桜島までの延伸を計画しており、2004年の近畿地方交通審議会答申第8号では、「中期的に望まれる鉄道ネットワークを構成する新たな路線」として中之島線を中之島駅から当駅を経て新桜島および夢洲方面へ延伸する案が示されている。京阪としてはまだなにわ筋線の建設目処が立たないことから、JRや阪神と連絡ができる西九条駅までの延伸を希望している。
その後、2017年7月に京阪ホールディングスの加藤好文社長は、「夢洲へのIR誘致が決まれば、中之島駅から南西に進んで地下鉄中央線の九条駅につなげる」との考えを明らかにした。当駅から九条駅への変更について加藤社長は「九条駅で中央線とつなげば、京都とIRのある夢洲が結ばれる」と説明した。

## 隣の駅
西日本旅客鉄道（JR西日本）
 大阪環状線
■大和路快速・■関空快速・■紀州路快速・■快速
福島駅 (JR-O12) - 西九条駅 (JR-O14) - 弁天町駅 (JR-O15)
■区間快速・■直通快速・■普通
野田駅 (JR-O13) - 西九条駅 (JR-O14) - 弁天町駅 (JR-O15)
  桜島線（JRゆめ咲線）
■普通（シャトル列車含む）
野田駅 (JR-O13)（大阪環状線） - 西九条駅 (JR-O14/JR-P14) - 安治川口駅 (JR-P15)
梅田貨物線（東海道本線貨物支線・大阪環状線、旅客列車は特急のみ経由）
大阪駅（うめきたエリア） (JR-A47・JR-O11) - 福島駅（乗降設備なし） - 西九条駅 (JR-O14)(全列車通過)（- 天王寺方面）
阪神電気鉄道
阪神なんば線
- □近鉄特急停車駅（臨時列車）

■快速急行
九条駅 (HS 44) - 西九条駅 (HS 45) - 尼崎駅 (HS 09)
■準急・■区間準急・■普通
九条駅 (HS 44) - 西九条駅 (HS 45) - 千鳥橋駅 (HS 46)

### 記事本文